# Motif
En informàtica Motif fa referència a dos conceptes interrelacionats. En primer lloc, a una especificació d'interfície gràfica d'usuari sota el codi IEEE 1295. Actualment propietat de The Open Group. D'altra banda, al giny (biblioteca per a la construcció de programari) que segueix aquesta especificació sota el sistema X Window en sistemes operatius Unix i altres sistemes POSIX. El giny Motif es basa en la biblioteca X Toolkit Intrinsics (Xt), que pot ser emprada amb C i C++.
L'origen de Motif resta vinculat a l'Open Software Foundation (OSF), la versió d'Unix promoguda per un grup de fabricants de computadores (IBM, DEC i Hewlett-Packard). Tenia com a objectiu complir amb tots els estàndards de l'IEEE, a més d'un sistema de finestres (X11), una interfície amigable per als usuaris (MOTIF) i les Distributed Computing Environment (DCE) i Distributed Management Environment (DME). OSF fou una reacció a System V que en aquell moment llançava SVR4, que per aquella versió tenia recolzament econòmic de Sun Microsystems i AT&T.